# Петро Стахевич
Петро Стахевич (пол. Piotr Stachiewicz; 29 листопада 1858, Новосілки-Гостинні — 14 квітня 1938, Краків) — польський живописець, ілюстратор.

## Біографія
Народився 29 листопада 1858 року в селі Новосілках-Гостинних (тепер Самбірський район Львівської області, Україна). Навчався в Краківській академії мистецтв, Мюнхенській академії, пізніше у Парижі, Голландії та Італії.
З 1886 року працював у Кракові. Був один із засновників ілюстрованого часопису «Світ». Помер у Кракові 14 квітня 1938 року. Похований в Кракові на Раковицькому цвинтарі.

## Творчість

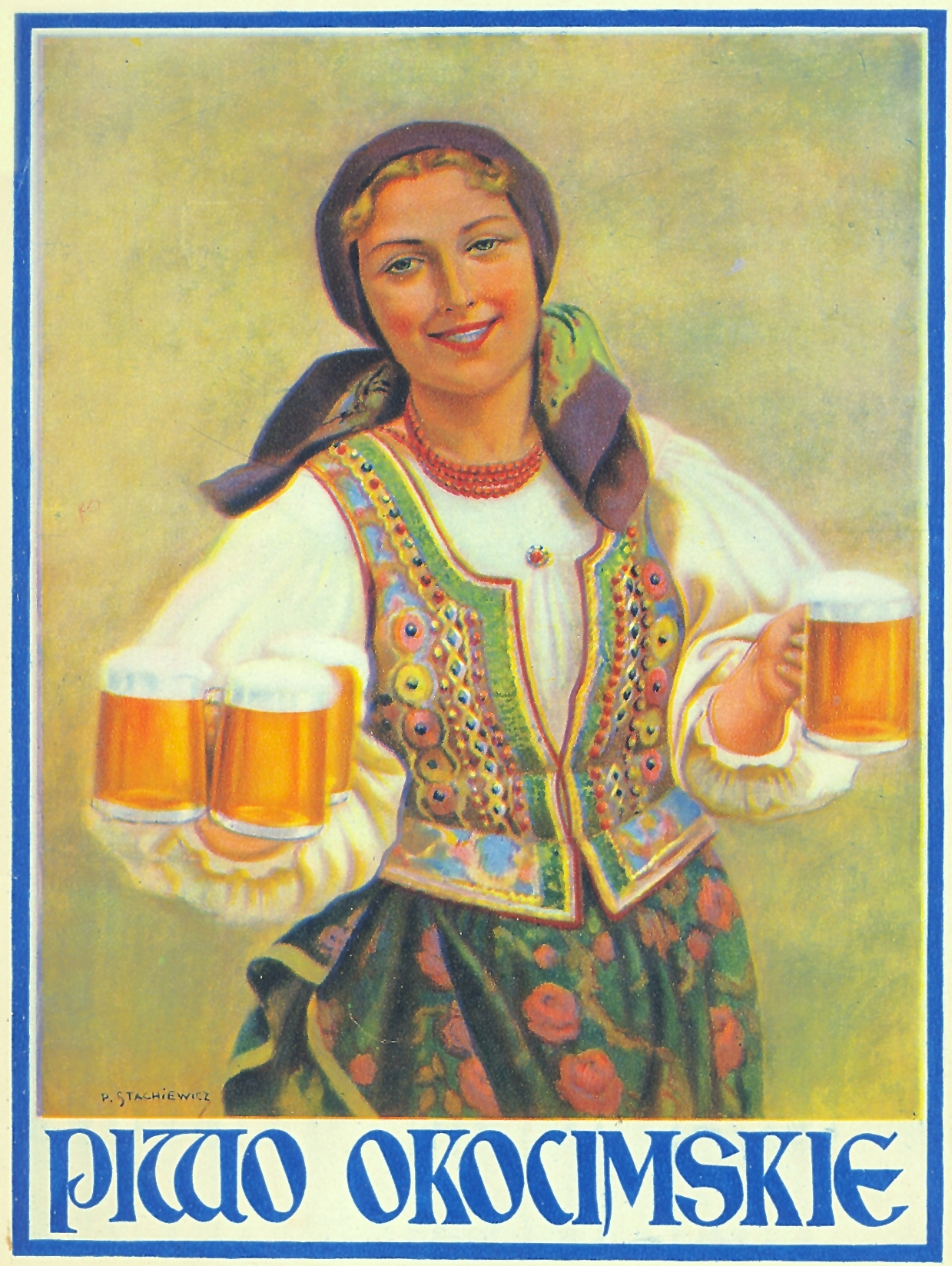
Плакат «Piwo Okocimskie»

Писав ікони, жанрові картини та пейзажі. Займався ужитковою графікою та плакатом, зокрема виконав плакати:
- «Загальна вистава у Львові» (1894);
- «Sanatorium dla chorych piersiowych Dyrektor Dr K. Dłuski Zakopane» (1902);
- «Piwo Okocimskie» (1930-ті).

Ілюстрував роман «Quo vadis?» Генрика Сенкевича.

## Вшанування
На його честь 1931 року названо вулицю у Львові в місцевості Новий Світ (нинішня вулиця Нагірних).